# 拘禁反応
拘禁反応（こうきんはんのう）とは、強制収容所や捕虜収容所等の監禁施設、刑務所や拘置所等の刑事施設、精神科の閉鎖病棟等、強制的に自由を抑圧される環境に置かれた人が示す人格の変化を指す、精神医学や心理学における術語。より非公式な表記として、拘禁症、拘禁病と表記される場合もある。

## 種類

### 精神身体疾患
- パロール神経症[1]
パロール神経症は、仮釈神経症とも呼ばれる、いわゆる仮釈放（パロール）に際する拘禁反応である。栗原徹郎による報告[1]は、中野刑務所において1960年（昭和35年）の1年間に仮出所した353名について、何らかの心因反応を起こしたのは27名であり、その全てが26歳以下の財産犯であったと報告している。中野刑務所は比較的犯罪程度が進んでいないものを収容する施設（A級施設という）であり一概には判断は出来ないが、全てが財産犯である点が特筆される。
このような心因反応に至る原因としては、現在、刑務所内と社会との文化的格差が広がり、その適応不安が心因反応を引き起こすと推察される。
- 拘禁性無月経症[2]
拘禁性無月経症は、拘禁によるストレスが月経不順を引き起こし、その結果、無月経症に至る状態を言う。通常は拘禁状況が解かれると軽快する。

### 原始反応
- 爆発反応
- 短絡反応→衝動的自殺傷
- レッケの拘禁混迷

### 反応性朦朧状態
- 的外れ応答[3]→ガンゼル症状群とも称する。
的外れ応答は日本の犯罪精神医学の専門家である中田修が提唱した[4]名称であり、それまでは「でまかせ応答」などと呼ばれていた。
医学的には的外れ応答ではなく、「ガンゼル症状群」（ガンザー症候群）と呼ばれるのが一般的である。ドイツの精神科医であるガンゼル（ガンザー、Ganser, S.）(en)が1898年に発表した症例であるが、その後、前記の中田によってスネル（Snell, L.）(de)が1888年に報告していることが明らかとなり、便宜的に本稿では「的外れ応答」と称する。
ガンゼルは4名の囚人について奇妙な言動を見出した。うち3名は未決囚であった。その言動とは、質問に対し応答するが、その答えが正解と微妙にずれているというものであった。例を挙げると、1+1=3、4－1=2であったり、リンゴを前にしてオレンジ、自分の苗字が「タカハシ」であるのが「タカシ」であったりするのである。もちろん、その中で正解であるものも多く、また言葉足らず的に、一語一語を区切って「タ・カ・シ」などと幼児的に応答するのが特徴とされている。
それゆえ、ガンゼル、また本症例の研究の先取権（priority）を有するスネルらは詐病と考えていた。
一般的にはガンゼル症状群単独での現出例は稀であり、うつ病やそのほかの精神疾患を合併している例が多い。また、カール・ビルンバウム(en)の妄想様構想の前駆症状としてガンゼル症状群を解釈する説もあり、作家加賀乙彦としても知られ東京拘置所の医官を務めた小木貞孝による1974年の報告[5]によれば、ガンゼル症状群を呈した死刑確定囚の全てがビルンバウムの妄想様構想に移行したとされている。
前述の中田は麻酔分析を行うことでガンゼル症状群が軽快することを確認[6]し、麻酔分析がその治療に有効であることを証明した。
- ヒステリー[7]

### 反応性気分変調
- 鬱状態
- 死刑確定囚の気紛れ状態[8]
- 不機嫌状態

### 反応性抑鬱状態
- 病気不安症
- 確信犯的自殺傷

### 反応性妄想状態
- 闘争妄想群：好訴妄想、無罪妄想
- 願望妄想群：赦免妄想、革命妄想[9]
- 被害妄想群：ビルンバウムの妄想様構想、被毒妄想、注察妄想
- その他：否定妄想、空想妄想

### その他
- カンゴク太郎[10]
- 処遇困難者
- 食糞行為